# حسن كتبي
حسن محمد كُتبي (1910- 8 أغسطس 2012)، أديب ومفكر وسياسي سعودي مخضرم، وهو الوزير السابق للحج والأوقاف في عهد الملك فيصل بن عبد العزيز، ومؤسس فرع البنك الأهلي السعودي في القاهرة وأول مدير له، وحاصل على عدد من الميداليات والأوسمة والتكريمات العالمية في الأدب والدبلوماسية، منها الدكتوراه الفخرية في الأدب من جامعة سيؤل، والدكتوراه الفخرية في الفلسفة من أكاديمية الصين، وقد اختاره الملك فيصل بن عبد العزيز ليكون ممثلًا للمملكة في الاتحاد العالمي لمكافحة الإلحاد والشيوعية، وألّف نحو 12 كتابًا في الأدب والفكر الإسلامي والسياسة والسيرة الذاتية، منها كتاب (الأدب الفني) و(كتاب السياسة: دراسة مقارنة بين مذهب ابن خلدون في مقدمته وميكافيللي في كتابه الأمير)، وتوفي في المدينة المنورة عن عمرٍ ناهز المئة في عام 2012.

## حياته
ولد «حسن بن محمد بن عبد الهادي بن محمد صالح بن محمد حسين كُتبي» في الطائف عام 1910، ثم استقر والده في مكة، فنشأ حسن فيها وفيها تلقى علومه الأولى، حفظ القرآن قبل أن يتم تعليمه في مدرسة الفلاح، التي ارتادها لاحقًا فنهل منها علوم الحساب، والعلوم الشرعية واللغة العربية، إلا أنه أظهر ميلًا واضحًا نحو العلم الشرعي، مما جعل محمد علي زينل -مؤسس مدارس الفلاح- يبتعثه إلى الهند، حيث أكمل تعليمه وعاد سنة 1930، وعمل بعد عودته معلمًا للقضاء الشرعي في المعهد العلمي السعودي، ودرس لديه آنذاك كلًا من حمد الجاسر وأحمد عبد الغفور عطار، ثم انتقل للعمل في وزارة المالية، ومنها إلى مصر حيث أسس وأدار فرع بنك الأهلي السعودي في القاهرة، وأقام في مصر سنوات قبل أن يعود إلى مكة، حيث اختار أن يدير أعماله التجارية بنفسه، وإبان ذلك دفعه شغفه إلى أن ينطلق نحو الكتابة فكتب في العديد من القضايا الإسلامية والسياسية.